# 現金作戦
『現金作戦』（げんなまさくせん、Dead Heat on a Merry-Go-Round）は、1966年のアメリカ合衆国の犯罪映画。監督はバーナード・ジラード、出演はジェームズ・コバーンとカミラ・スパーヴなど。
カミラ・スパーヴは、本作に出演したことでハリウッド外国人映画記者協会から「ニュー女性スターオブザイヤー」に選出され、第24回ゴールデングローブ賞では有望若手女優賞を受賞した。また、本作はハリソン・フォードの映画デビュー作となった。

## キャスト
| 役名                   | 俳優                                 | 日本語吹き替え                     | 日本語吹き替え                                                        |
| 役名                   | 俳優                                 | 日本テレビ版                       | フジテレビ版                                                          |
| ---------------------- | ------------------------------------ | ---------------------------------- | --------------------------------------------------------------------- |
| イーライ・コッチ       | ジェームズ・コバーン                 | 小林清志                           | 小林清志                                                              |
| インガー・クヌードソン | カミラ・スパーヴ                     |                                    | 二階堂有希子                                                          |
| エディ・ハート         | アルド・レイ                         |                                    | 今西正男                                                              |
| フリーダ・シュミッド   | ニナ・ウェイン                       |                                    | 白石冬美                                                              |
| ミロ・スチュワート部長 | ロバート・ウェッバー                 |                                    | 家弓家正                                                              |
| マーガレット・カービー | ローズ・マリー                       |                                    |                                                                       |
| アルフレッド           | トッド・アームストロング             |                                    |                                                                       |
| マリオン・ヘイグ       | マリアン・マッカーゴ                 |                                    | 沢田敏子                                                              |
| ポール・フェン         | マイケル・ストロング                 |                                    | 矢田耕司                                                              |
| マイルズ・フィッシャー | セバン・ダーデン                     |                                    | 仁内建之                                                              |
| ベルボーイ             | ハリソン・フォード（クレジットなし） |                                    |                                                                       |
| 不明 その他            |                                      |                                    | 岡部政明 加藤正之 渡部猛 石丸博也 上田敏也 藤本譲 郷里大輔 曽我部和恭 |
|                        |                                      |                                    |                                                                       |
| 演出                   | 演出                                 |                                    | 小林守夫                                                              |
| 翻訳                   | 翻訳                                 |                                    | 飯嶋永昭                                                              |
| 効果                   | 効果                                 |                                    | 遠藤堯雄/桜井俊哉                                                     |
| 調整                   | 調整                                 |                                    | 横路正信                                                              |
| 制作                   | 制作                                 |                                    | 東北新社                                                              |
| 解説                   |                                      |                                    |                                                                       |
| 初回放送               | 初回放送                             | 1974年2月13日 『水曜ロードショー』 | 1979年11月23日 『ゴールデン洋画劇場』                                 |

## 作品の評価
Rotten Tomatoesによれば、5件の評論のうち高評価は40%にあたる2件で、平均点は10点満点中4.06点となっている。